# Rinszan
Rinszan (hangul: 린산군, Rinszan-kun, handzsa: 麟山郡, RR: Rinsan-kun, ’csilin-hegy’) megye Észak-Koreában, Észak-Hvanghe (Hwanghae) tartományban. 1952-ben hozták létre Phjongszan (P'yŏngsan) és Szohung (Sŏhŭng) megyék területeiből, ekkor emelték megyei rangra.

## Földrajza
Nyugatról Unpha (Ŭnp'a), északról Pongszan (Pongsan) és Szohung (Sŏhŭng), keletről Phjongszan (P'yŏngsan), délről a Dél-Hvanghe (Hwanghae) tartománybeli Sinvon (Sinwŏn) határolja.
Legmagasabb pontja a 818 méter magas Mjorakszan (멸악산; 滅惡山, Myŏraksan).

## Közigazgatása
1 községből (up (ŭp)), 19 faluból (ri (ri)) áll:
| - Rinszan-up (린산읍; 麟山邑, Rinsan-ŭp) - Kirin-ri (기린리; 麒麟里, Kirin-ri) - Tadzson-ri (다전리; 多田里, Tajŏn-ri) - Tecshon-ri (대촌리; 大村里, Taech'on-ri) - Tephung-ri (대풍리; 大豊里, Taep'ung-ri) - Tongsza-ri (동사리; 東絲里, Tongsa-ri) - Rengdzsong-ri (랭정리; 冷井里, Raengjŏng-ri) - Rjonphung-ri (련풍리; 輦豊里, Ryŏnp'ung-ri) - Rjongszok-ri (룡석리; 龍石里, Ryongsŏk-ri) - Pekcshon-ri (백천리; 白川里, Paekch'ŏn-ri) | - Szangvol-ri (상월리; 上月里, Sangwŏl-ri) - Szangha-ri (상하리; 上下里, Sangha-ri) - Szokkjo-ri (석교리; 石橋里, Sŏkkyo-ri) - Szongnjon-ri (석련리; 石蓮里, Sŏngnyŏn-ri) - Szuhjon-ri (수현리; 水峴里, Suhyŏn-ri) - Ancshang-ri (안창리; 安昌里, Anch'ang-ri) - Csuam-ri (주암리; 舟岩里, Chuam-ri) - Csithek-ri (지택리; 池澤里, Chit'aek-ri) - Csincshon-ri (진천리; 眞川里, Chinch'ŏn-ri) - Phjonghva-ri (평화리; 平和里, P'yŏnghwa-ri) |

## Gazdaság
Rinszan (Rinsan) megye gazdasága élelmiszeriparra, papírgyártásra és gyógyszeriparra épül.

## Oktatás
Rinszan (Rinsan) megye egy mezőgazdasági főiskolának, 23 általános és 21 középiskolának ad otthont.

## Egészségügy
A megye számos egészségügyi intézménnyel rendelkezik, köztük 1 megyei és 27 helyi kórházzal.

## Közlekedés
A megye közutakon a szomszédos helységek felől közelíthető meg. A megye vasúti kapcsolatokkal nem rendelkezik.